# Samuel Fraunces
Pour les articles homonymes, voir Fraunces.
Samuel Fraunces, né vers 1722 dans les Caraïbes et mort le 10 octobre 1795 à Philadelphie, est un restaurateur américain, propriétaire et exploitant de la Fraunces Tavern à New York.
La Fraunces Tavern est l'un des lieux de réunions des Fils de la Liberté.
Pendant la guerre d'indépendance des États-Unis, il aide les prisonniers détenus pendant les sept années d'occupation britannique et semble avoir été un espion pour le côté américain. À la fin de la guerre, c'est à la Fraunces Tavern que le général George Washington a fait ses adieux à ses officiers.
Fraunces sert plus tard comme intendant de la maison présidentielle de George Washington à New York (1789-1790) puis Philadelphie (1791-1794).